# Saint-Menge
Saint-Menge is een gemeente in het Franse departement Vosges (regio Grand Est) en telt 111 inwoners (2009). De plaats maakt deel uit van het arrondissement Neufchâteau.

## Geografie
De oppervlakte van Saint-Menge bedraagt 6,6 km², de bevolkingsdichtheid is dus 16,8 inwoners per km².

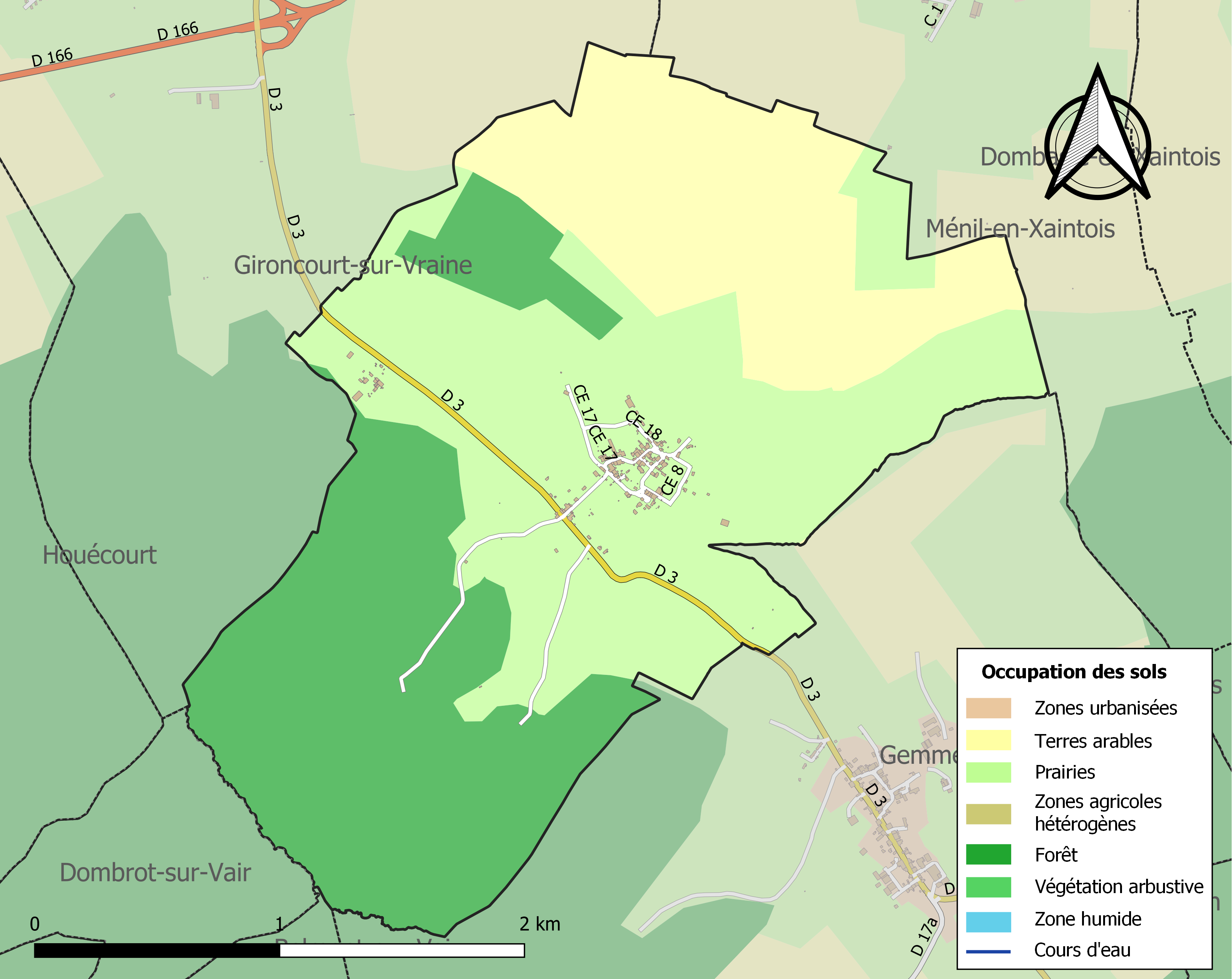
Kaart van de gemeente met de belangrijkste infrastructuur, bodemgebruik en omliggende gemeenten

## Demografie
Onderstaande figuur toont het verloop van het inwonertal (bron: INSEE-tellingen).